# (36303) 2000 JM54
2000 JM54 (asteroide 36303) é um asteroide da cintura principal. Possui uma excentricidade de 0.18991020 e uma inclinação de 4.48591º.
Este asteroide foi descoberto no dia 6 de maio de 2000 por LINEAR em Socorro.